# Maurice Schoemaker
Maurice Schoemaker (født 27. december 1890 - død 24. august 1964 i Brussel, Belgien) var en belgisk komponist.
Schoemaker studerede komposition privat hos bl.a. Paul Gilson og Michel Brusselmans.
Han var medlem af komponistgruppen Les Synthétistes som også bestod af f.eks. Marcel Poot og René Bernier.
Schoemaker har komponeret 3 symfonier, orkesterværker, kammermusik, koncerter, operaer, og symfoniske digtninge.

## Udvalgte værker
- Kammersymfoni (1929) - for saxofonkvartet og orkester
- Lille Symfoni (1938) - for orkester
- Symfoni (1946) - for orkester
- Fagotkoncert (1947) - for fagot og orkester
- "Legenden om Sire Halewijn" - (1938) scenemusik
- "Svanen" - (1933) - opera